# Batrachosuchoides
Batrachosuchoides is een geslacht van uitgestorven temnospondyle Batrachomorpha (basale 'amfibieën') uit het Vroeg-Trias van Rusland. Het werd gevonden in de Baskunchakskaia Series en de Lestanshorskaya Svita.
De typesoort Batrachosuchoides lacer werd in 1966 benoemd door Sjisjkin. De geslachtsnaam betekent 'gelijkend op Batrachosuchus'. De soortaanduiding betekent 'traan' in het Latijn.
Het holotype is PIN 953/2, een snuit. Talrijke losse botten werden toegewezen.
In 1992 werd door Nowikow een tweede soort Batrachosuchoides impressus benoemd. Dat gebeurde toen zonder beschrijving zodat de naam een nomen nudum bleef, maar in 1994 werd dat verholpen. Het holotype is PIN 4370/1, een schedel.